# Promozione Piemonte-Valle d'Aosta 1990-1991
Nella stagione 1990-1991 la Promozione era sesto livello del calcio italiano (il massimo livello regionale). Qui vi sono le statistiche relative al campionato in Piemonte e Valle d'Aosta gestito dal Comitato Regionale Piemonte-Valle d'Aosta.
Il campionato è strutturato in vari gironi all'italiana su base regionale, gestiti dai Comitati Regionali di competenza. Promozioni alla categoria superiore e retrocessioni in quella inferiore non erano sempre omogenee; erano quantificate all'inizio del campionato dal Comitato Regionale secondo le direttive stabilite dalla Lega Nazionale Dilettanti, ma flessibili, in relazione al numero delle società retrocesse dal Campionato Interregionale e perciò, a seconda delle varie situazioni regionali, la fine del campionato poteva avere degli spareggi sia di promozione che di retrocessione.

## Girone A

### Squadre partecipanti
| Squadra                  | Città (provincia)      |
| ------------------------ | ---------------------- |
| G.S. HM Arona            | Arona (NO)             |
| A.C. Borgomanero         | Borgomanero (NO)       |
| A.S. Borgosesia          | Borgosesia (VC)        |
| S.S. Caltignaga          | Caltignaga (NO)        |
| A.S. Cerano              | Cerano (NO)            |
| A.S. Crescentinese       | Crescentino (VC)       |
| G.S. Dormelletto         | Dormelletto (NO)       |
| S.S. Gattinara           | Gattinara (VC)         |
| U.S. Gravellona          | Gravellona Toce (NO)   |
| U.S. Grignasco           | Grignasco (NO)         |
| Iris Oleggio             | Oleggio (NO)           |
| A.S. Omegna              | Omegna (NO)            |
| U.S. Pro Vercelli        | Vercelli               |
| A.S. Romentinese         | Romentino (NO)         |
| A.C. Trecate             | Trecate (NO)           |
| A.C. Trino               | Trino (VC)             |
| F.C. Vigliano            | Vigliano Biellese (VC) |
| A.S. Virtus Villadossola | Villadossola (NO)      |

### Classifica finale
|  | Pos. | Squadra             | Pt  | G   | V   | N   | P   | GF  | GS  | DR  |
|  | ---- | ------------------- | --- | --- | --- | --- | --- | --- | --- | --- |
|  | 1.   | Iris Oleggio        | 54  | 34  | 23  | 8   | 3   | 59  | 16  | +43 |
|  | 2.   | Pro Vercelli        | 51  | 34  | 20  | 11  | 3   | 59  | 19  | +40 |
|  | 3.   | Trecate             | 45  | 34  | 17  | 11  | 6   | 47  | 24  | +23 |
|  | 4.   | Gravellona          | 43  | 34  | 15  | 13  | 6   | 34  | 18  | +16 |
|  | 5.   | Omegna              | 42  | 34  | 16  | 10  | 8   | 48  | 31  | +17 |
|  | 6.   | Borgomanero         | 41  | 34  | 15  | 11  | 8   | 52  | 37  | +15 |
|  | 7.   | Caltignaga          | 40  | 34  | 13  | 14  | 7   | 38  | 27  | +11 |
|  | 8.   | Trino               | 36  | 34  | 12  | 12  | 10  | 40  | 33  | +7  |
|  | 9.   | Grignasco           | 35  | 34  | 11  | 13  | 10  | 39  | 32  | +7  |
|  | 10.  | Cerano              | 32  | 34  | 12  | 8   | 14  | 49  | 51  | -2  |
|  | 11.  | Borgosesia          | 31  | 34  | 11  | 9   | 14  | 37  | 47  | -10 |
|  | 12.  | Crescentinese       | 29  | 34  | 11  | 7   | 16  | 26  | 45  | -19 |
|  | 13.  | Vigliano            | 29  | 34  | 8   | 13  | 13  | 26  | 30  | -4  |
|  | 14.  | HM Arona            | 28  | 34  | 7   | 14  | 13  | 37  | 49  | -12 |
|  | 15.  | Gattinara           | 27  | 34  | 9   | 9   | 16  | 35  | 44  | -9  |
|  | 16.  | Virtus Villadossola | 22  | 34  | 5   | 12  | 17  | 28  | 46  | -18 |
|  | 17.  | Dormelletto         | 18  | 34  | 4   | 10  | 20  | 22  | 64  | -42 |
|  | 18.  | Romentinese         | 9   | 34  | 2   | 5   | 27  | 22  | 85  | -63 |
|  |      |                     | 612 | 612 | 211 | 190 | 211 | 698 | 698 | 0   |

Verdetti
- Iris Oleggio ammesso agli spareggi intergirone contro le vincenti dei gironi B e C.
- Romentinese retrocede in I categoria.
- Le squadre dal 2º al 7º posto (più le perdenti lo spareggio tra le prime) vengono ammesse all'Eccellenza 1991-92; quelle dall'8º al 17º retrocedono in Promozione.

## Girone B

### Squadre partecipanti
| Squadra                    | Città (provincia)       |
| -------------------------- | ----------------------- |
| U.S. Alpignano             | Alpignano (TO)          |
| F.C. Borgaro               | Borgaro Torinese (TO)   |
| A.S. Cenisia Torino Calcio | Torino                  |
| U.S. Châtillon-St. Vincent | Châtillon (AO)          |
| U.S. Collegno              | Collegno (TO)           |
| A.C. Fenis Nus             | Fénis (AO)              |
| U.S. Gassino               | Gassino Torinese (TO)   |
| U.S. Ivrea Calcio          | Ivrea (TO)              |
| A.C. Mathi                 | Mathi (TO)              |
| A.S. Montanaro             | Montanaro (TO)          |
| G.S. Orbassano             | Orbassano (TO)          |
| G.S. Pertusa Millefonti    | Torino                  |
| U.S. Rivarolese            | Rivarolo Canavese (TO)  |
| U.S. San Mauro             | San Mauro Torinese (TO) |
| A.C. Strambinese           | Strambino (TO)          |
| A.S. Venaria               | Venaria Reale (TO)      |

### Classifica finale
|  | Pos. | Squadra                 | Pt  | G   | V   | N   | P   | GF  | GS  | DR  |
|  | ---- | ----------------------- | --- | --- | --- | --- | --- | --- | --- | --- |
|  | 1.   | Ivrea                   | 47  | 30  | 18  | 11  | 1   | 55  | 11  | +44 |
|  | 2.   | Borgaro Torinese        | 41  | 30  | 15  | 11  | 4   | 53  | 30  | +23 |
|  | 3.   | Châtillon Saint-Vincent | 38  | 30  | 12  | 14  | 4   | 45  | 28  | +17 |
|  | 4.   | Collegno                | 37  | 30  | 13  | 11  | 6   | 37  | 28  | +9  |
|  | 5.   | Strambinese             | 37  | 30  | 11  | 15  | 4   | 38  | 31  | +7  |
|  | 6.   | Venaria                 | 37  | 30  | 15  | 7   | 8   | 35  | 26  | +9  |
|  | 7.   | Mathi                   | 35  | 30  | 11  | 13  | 6   | 37  | 28  | +9  |
|  | 8.   | Fenis Nus               | 34  | 30  | 12  | 10  | 8   | 40  | 35  | +5  |
|  | 9.   | Orbassano               | 32  | 30  | 12  | 8   | 10  | 44  | 37  | +7  |
|  | 10.  | Gassino                 | 30  | 30  | 10  | 10  | 10  | 39  | 33  | +6  |
|  | 11.  | Rivarolese              | 30  | 30  | 10  | 10  | 10  | 37  | 39  | -2  |
|  | 12.  | Alpignano               | 29  | 30  | 9   | 11  | 10  | 35  | 38  | -3  |
|  | 13.  | San Mauro               | 17  | 30  | 4   | 9   | 17  | 16  | 35  | -19 |
|  | 14.  | Cenisia                 | 16  | 30  | 4   | 8   | 18  | 23  | 51  | -28 |
|  | 15.  | Montanaro               | 14  | 30  | 2   | 10  | 18  | 17  | 55  | -38 |
|  | 16.  | Pertusa Millefonti      | 6   | 30  | 1   | 4   | 25  | 20  | 66  | -46 |
|  |      |                         | 480 | 480 | 159 | 162 | 159 | 571 | 571 | 0   |

Verdetti
- Ivrea ammesso agli spareggi intergirone contro le vincenti dei gironi A e C.
- Pertusa Millefonti retrocede in I categoria.
- Le squadre dal 2º al 7º posto (più le perdenti lo spareggio tra le prime) vengono ammesse all'Eccellenza 1991-92; quelle dall'8º al 15º retrocedono in Promozione.

## Girone C

### Squadre partecipanti
| Squadra               | Città (provincia)             |
| --------------------- | ----------------------------- |
| U.S. Airaschese       | Airasca (TO)                  |
| A.C. Asti             | Asti                          |
| A.S. Asti Sport       | Asti                          |
| Pol. Busca            | Busca (CN)                    |
| A.S. Canelli          | Canelli (AT)                  |
| U.S. Cavallermaggiore | Cavallermaggiore (CN)         |
| A.S. Doglianese       | Dogliani (CN)                 |
| U.S. Fulvius Valenza  | Valenza (AL)                  |
| U.S. Luserna          | Luserna San Giovanni (TO)     |
| Moncalieri Calcio     | Moncalieri (TO)               |
| U.S. Monferrato       | San Salvatore Monferrato (AL) |
| U.S. Novese           | Novi Ligure (AL)              |
| A.S. Ovada            | Ovada (AL)                    |
| A.S. Piobesi          | Piobesi Torinese (TO)         |
| A.C. Pro Dronero      | Dronero (CN)                  |
| A.C. Saluzzo          | Saluzzo (CN)                  |

### Classifica finale
|  | Pos. | Squadra          | Pt  | G   | V   | N   | P   | GF  | GS  | DR  |
|  | ---- | ---------------- | --- | --- | --- | --- | --- | --- | --- | --- |
|  | 1.   | Saluzzo          | 41  | 30  | 15  | 11  | 4   | 44  | 26  | +18 |
|  | 2.   | Novese           | 39  | 30  | 13  | 13  | 4   | 32  | 20  | +12 |
|  | 3.   | Piobesi          | 39  | 30  | 13  | 13  | 4   | 41  | 23  | +18 |
|  | 4.   | Moncalieri       | 37  | 30  | 13  | 11  | 6   | 34  | 22  | +12 |
|  | 5.   | Ovada            | 36  | 30  | 13  | 10  | 7   | 37  | 25  | +12 |
|  | 6.   | Fulvius Valenza  | 33  | 30  | 12  | 9   | 9   | 27  | 23  | +4  |
|  | 7.   | Monferrato       | 33  | 30  | 10  | 13  | 7   | 32  | 26  | +6  |
|  | 8.   | Doglianese       | 31  | 30  | 10  | 11  | 9   | 35  | 35  | 0   |
|  | 9.   | Airaschese       | 28  | 30  | 6   | 16  | 8   | 33  | 32  | +1  |
|  | 10.  | Asti             | 26  | 30  | 7   | 12  | 11  | 28  | 39  | -11 |
|  | 11.  | Cavallermaggiore | 26  | 30  | 7   | 12  | 11  | 29  | 38  | -9  |
|  | 12.  | Asti Sport       | 24  | 30  | 6   | 12  | 12  | 37  | 39  | -2  |
|  | 13.  | Canelli          | 24  | 30  | 7   | 10  | 13  | 27  | 36  | -9  |
|  | 14.  | Luserna          | 22  | 30  | 6   | 10  | 14  | 21  | 42  | -21 |
|  | 15.  | Pro Dronero      | 21  | 30  | 6   | 9   | 15  | 24  | 37  | -13 |
|  | 16.  | Busca            | 20  | 30  | 7   | 6   | 17  | 21  | 39  | -18 |
|  |      |                  | 480 | 480 | 151 | 178 | 151 | 502 | 502 | 0   |

Verdetti
- Saluzzo ammesso agli spareggi intergirone contro le vincenti dei gironi A e B.
- Busca retrocede in Prima Categoria.
- Le squadre dal 2º al 7º posto (più le perdenti lo spareggio tra le prime) vengono ammesse all'Eccellenza 1991-92; quelle dall'8º al 15º retrocedono in Promozione.

## Spareggi promozione
|              | Spareggi |              | Città e data             |  |
| ------------ | -------- | ------------ | ------------------------ |  |
| Saluzzo      | 2-1      | Iris Oleggio | Vercelli, 16 giugno 1991 |  |
| Iris Oleggio | 1-0      | Ivrea        | Vercelli, 19 giugno 1991 |  |
| Ivrea        | 1-0      | Saluzzo      | Vercelli, 23 giugno 1991 |  |
|              |          |              |                          |  |

### Classifica finale
|  | Pos. | Squadra      | Pt | G | V | N | P | GF | GS | DR |
|  | ---- | ------------ | -- | - | - | - | - | -- | -- | -- |
|  | 1.   | Saluzzo      | 2  | 2 | 1 | 0 | 1 | 2  | 2  | 0  |
|  | 1.   | Iris Oleggio | 2  | 2 | 1 | 0 | 1 | 2  | 2  | 0  |
|  | 1.   | Ivrea        | 2  | 2 | 1 | 0 | 1 | 1  | 1  | 0  |

Saluzzo escluso dal sorteggio per il secondo turno di spareggi.
- a Vercelli 26-06-1991: Ivrea - Iris Oleggio 2-1